# فهرست وزارتخانه‌های محیط زیست
فهرست وزارتخانه‌های محیط زیست (انگلیسی: List of environmental ministries) 
وزارت محیط زیست یک سازمان دولتی٬ ملی یا محلی است که مسئول سیاسی محیط زیست و/یا منابع طبیعی است. از نام‌های مختلف دیگری نیز معمولاً برای شناسایی چنین سازمان‌هایی استفاده می‌شود، مانند وزارت محیط‌زیست، اداره محیط‌زیست، اداره حفاظت از محیط‌زیست، اداره منابع طبیعی یا وزارت انتقال زیست‌محیطی. چنین آژانس‌هایی معمولاً به نگرانی‌های زیست محیطی مانند حفظ کیفیت زیست محیطی، حفاظت از طبیعت، استفاده پایدار از منابع طبیعی و جلوگیری از آلودگی یا آلودگی محیط طبیعی می‌پردازند. گاهی هم این وظایف توسط دیگر سازمان‌هایی مانند وزارتخانه‌های کشاورزی یا حمل و نقل انجام می‌شود.
در زیر لیستی از وزارتخانه‌های محیط زیست بر اساس کشور آمده‌است:

## الجزایر
- وزارت منابع آب و محیط زیست

## آرژانتین
- وزارت محیط زیست و توسعه پایدار آرژانتین
  - اداره پارک‌های ملی آرژانتین

## استرالیا

### فدرال
- دپارتمان تغییرات آب و هوا، انرژی، محیط زیست و آب

### ایالت‌ها
- دپارتمان تغییرات آب و هوا، انرژی، محیط زیست و آب وزارت محیط زیست و آب (استرالیای جنوبی)
- دپارتمان محیط زیست و علوم (کوینزلند)
- وزارت انرژی، محیط زیست و اقدام اقلیمی (ویکتوریا)
- اداره برنامه ریزی و محیط زیست (نیو ساوت ولز)
- اداره منابع طبیعی و محیط زیست (تاسمانی)
- اداره مقررات آب و محیط زیست (استرالیای غربی)